# Scutellidium macrosetum
Scutellidium macrosetum är en kräftdjursart som beskrevs av William Roy Branch 1975. Scutellidium macrosetum ingår i släktet Scutellidium och familjen Tisbidae. Inga underarter finns listade i Catalogue of Life.